# Warrensville Heights
Warrensville Heights – miasto w Stanach Zjednoczonych, północnej części stanu Ohio.
Liczba mieszkańców w 2000 roku wynosiła 15 232.